# West Coast blues
Cet article concerne le genre musical. Pour la chanson de Blind Blake, voir West Coast Blues.
Le West Coast blues est un genre de blues qui se caractérise par ses influences jazz et jump blues, avec une place importante donnée au piano et à des solos de guitare jazzy comme on en trouve dans le Texas blues de Californie.

## Histoire
Les Afro-américains ne commencent vraiment à s’installer sur la côte ouest des États-Unis qu'après le début de la Seconde Guerre mondiale, dans un courant migratoire provenant essentiellement du sud-ouest rural (Texas, Louisiane et Oklahoma). Aucune tradition musicale notable n'existait avant dans la région (à l'exception de l'influence mexicaine évidente dans la partie sud de l'État). Le blues créé en Californie est alors une extension et une urbanisation du Texas blues. De plus, un grand nombre d'artistes de la côte ouest vit toujours au Texas, alors qu'ils enregistrent et se produisent régulièrement en Californie.
Dès le départ, on compte deux tendances distinctes. Autour de Los Angeles et Hollywood, un blues très sophistiqué apparaît, à destination des clubs chics de la ville, tendant souvent vers la ballade et influencé par les pianistes Nat King Cole et Charles Brown. D'un autre côté, la région de la baie de San Francisco semble avoir attiré une population noire plus rurale, et elle développe un style de blues beaucoup plus proche de ses racines. L'influence des producteurs pourrait également être un facteur important : Bob Geddins, un promoteur du blues à San Francisco, est lui-même un noir du sud-ouest rural.
Les différences entre les deux formes de blues ne doivent pas être exagérées. Dans les deux cas, le blues californien est différent des autres par la douceur des instruments électriques sur lesquels la voix semble flotter. Il s'agit en général d'un blues très urbain et délicat, souvent à la limite du jazz ou de la ballade, qui reflète une certaine douceur de vivre dans cette région.
La figure dominante du blues West Coast pourrait être le guitariste T-Bone Walker, célèbre pour la chanson Call It Stormy Monday (But Tuesday Is Just as Bad), un Texan délocalisé, qui réalise ses premiers enregistrements à la fin des années 1920. Au début des années 1940, Walker déménage à Los Angeles, où il enregistre de nombreuses pièces notoires pour Capitol, Black & White et Imperial. Walker est une figure cruciale dans l'électrification et l'urbanisation du blues, faisant probablement plus que quiconque pour populariser la guitare électrique. Une grande partie de sa production présente ce feeling « jump blues jazzy » caractéristique.
Plusieurs grands artistes de blues de Californie se font connaître dans les années 1940. Percy Mayfield (qui deviendra plus tard célèbre pour la chanson Hit the Road Jack) et Charles Brown déménagent eux-aussi à Los Angeles. Le guitariste Pee Wee Crayton partage son temps entre Los Angeles et San Francisco. Lowell Fulson, venu du Texas en passant par l'Oklahoma, s'installe à Oakland. On compte également Roy Milton, Johnny Fuller ou Jimmy McCracklin. Des producteurs comme J. R. Fullbright, Maxwell Davis et Bob Geddins jouent un rôle important, créant une multitude de petits labels qui permettent de découvrir ces artistes.

## Artiste de West Coast blues
- Ray Agee
- Charles Brown
- Roy Brown
- Pee Wee Crayton
- Mercy Dee Walton
- Floyd Dixon
- Lowell Fulson
- Cecil Gant
- Lloyd Glenn
- Peppermint Harris
- Roy Hawkins
- Duke Henderson
- Ivory Joe Hunter
- Gus Jenkins
- Al King
- Saunders King
- Jimmy Liggins
- Joe Liggins
- Little Willie Littlefield
- Percy Mayfield
- Jimmy McCracklin
- Amos Milburn
- Roy Milton
- Johnny Moore
- Oscar Moore
- Jimmy Nelson
- Johnny Otis
- James Reed
- Lafayette Thomas
- Big Joe Turner
- Eddie Cleanhead Vinson
- J. W. Walker
- T-Bone Walker
- Johnny « Guitar » Watson
- Jimmy Wilson